# ジーニアス (学習塾)
ジーニアス(Genius)は、東京都中野区に本部を置く中学受験専門の学習塾である。運営会社は株式会社G-コンフィデンス。

## 概要
2004年に、当時慶應義塾大学に在学中であった松本亘正が中学受験専門塾ジーニアスを設立。以降、東京都および神奈川県に2023年時点で8校舎を展開している。

### 校舎
- 東中野校（東京都中野区）
- 日吉校（横浜市港北区）
- 芝浦港南校（東京都港区）
- 世田谷校（東京都世田谷区）
- 自由が丘校（東京都世田谷区）
- 千歳烏山校（東京都世田谷区）
- 曙橋校（東京都新宿区）
- 川崎校（川崎市幸区）

### 提携塾
- 中学受験専門塾グレイシャス（東京都江東区）

### 講師
漫才コンビ「シティホテル3号室」の押田貴史が講師として勤め、授業を相方と共に配信している。

## オンライン授業
ジーニアスでは、新型コロナウイルス対策としてZOOMを使ったオンライン授業が行われている。自宅待機であっても、出来るだけ授業に参加できるようになっている。オンライン授業のほかに、国語、算数、理科、社会の動画による復習が可能で、理科と社会では理社弱点補強特訓動画が提供している。